# Прем'єр-ліга (Ботсвана)
Прем'єр-ліга (Ботсвана) (англ. Botswana Premier League) — змагання з футболу з-поміж клубів Ботсвани, в ході якого визначається чемпіон країни й представники міжнародних клубних змагань. Перший розіграш Прем'єр-ліги стартував 1966 року. Комерційна назва турніру—біМобайл Прем'єр-ліга Ботсвани.

## Історія
Перший розіграш національного чемпіонату стартував у 1966 році, спочатку в лізі виступали лише Тіоквенг Пайретс, Нотвейн, Блек Періл, Квінз Парк Рейнджерз, а також команда з округу Нгвакетсе. В лізі завжди домінували команди, які базувалися на південь від Дібете або з південної частини країни аж до сезону 2006—07 років, коли ЕККО Сіті Грінз увійшла в історію та стала першою командою з півночі країни, яка склала конкуренцію «південним» клубам. Головним спонсором ліги є компанія мобільного зв'язку біМобайл, інвестуючи 30 мільйонів пулів. Після НСлПА в ПАР біМобайл ліга є другою за кількістю фінансових вливань лігою в КОСАФІ. Ліга продовжує динамічно розвиватися, показником цього розвитку є збільшення кількості легіонерів у БПЛ. Деякі з найкращих гравців, в основному із Зімбабве, наприклад, як Анольд Чака, Мейстер Масітара, Елвіс Мелека, Мадла Сібанда, Сагебі Сандака та Тендаї Ндоро вже покинули зімбабвійську ПСЛ на БПЛ протягом останніх років. Нещодавно найзірковіші намібійські зірки Жером Льюїс та Бенсон Шилонго переїхали до чемпіонату Ботсвани. 
У Ботсвані Футбольна асоціація Ботсвани володіє правами на показ матчів національного чемпіонату і веде перемовини з телетрансляторами. Починаючи з сезону 2002-03 та аж до сезону 2012-13 років правами на показ матчів національного чемпіонату володіла державна телерадіокомпанія «Botswana Television» (BTV) та їх радіо-партнер «Radio Botswana» (RB1). Державна телекомпанія сплачувала 5 мільйонів пун за сезон. Телетрансляція охоплювала клуби нерівномірно через погану якість стадіонів на півночі країни, а тому показували матчі за участі або столичних клубів або команд, які представляють південь країни. Два матчі у вихідні дні показували у прямому ефірі, а протягом тижня матчі транслювали у запису. Після припинення телевізійної угоди з південноафриканською компанією RP Productions, федерація провела переговори про довгостроковий контракт з Supersport International. На початку 2013 року в тестовому режимі було показано п'ять матчів БПЛ на платному телебаченні. Однак ФАБ та Supersport International так і не змогли домовитися про тривалий контракт. Тому вже незабаром BTV та RB1 відновили трансляції у звичному обсязі.

## Формат турніру
Чемпіонат проходить з серпня по травень, кожний клуб зіграє зі своїм суперником двічі, один раз вдома, і один раз на виїзді, таким чином до завершення чемпіонату кожен клуб зіграє по 30 матчів. Таким чином, у Ботсвані використовується справжня кругова система. У першій половині сезону команда по одному разу зіграє з кожним суперником, таким чином по завершенню першого кола кожен клуб проведе по 15 матчів. У другій половині чемпіонату команди грають за аналогічною схемою, але домашні змінюються на виїзні поєдинки і навпаки. Починаючи з сезону 1994-95 років за перемогу в матчі до турнірної таблиці додається 3 очки, за нічию — 1, за поразку — жодного. Згідно з рейтингу КАФ у Лізі чемпіонів КАФ країну представляє один клуб, а переможець національного кубку отримує можливість з наступного сезону виступати у Кубку конфедерації КАФ.
Починаючи з сезону 2005-06 років, якщо дві або більше команд закінчили чемпіонат з однаковою кількістю набраних очок, вирішальними використовують наступні показники (згідно з порядковим номером, який наведено нижче):
1. Очні поєдинки;
2. Різниця забитих та пропущених м'ячів в очних поєдинках;
3. Різниця забитих та пропущених м'ячів в національному чемпіонаті
 4. Найбільша кількість забитих м'ячів у ворота суперників у національному чемпіонаті
 5. Кількість матчів у національному чемпіонаті, які завершилися нічиєю

## Команди-учасниці сезону 2015-16
| Клуб                                 | Місто / мічтечко | Місце в 2014–15 |
| ------------------------------------ | ---------------- | --------------- |
| Ботсвана Діфенс Форс XI              | Габороне         | 5-те            |
| Ботсвана Реілвейз Хайландерз (Вибув) | Махалап'є        | 10-те           |
| Екстеншион Ганнерз                   | Лобаце           | 7-ме            |
| Габороне Юнайтед                     | Габороне         | 4-те            |
| Гілпорт Лайонз                       | Лобаце           | 8-ме            |
| Грін Лаверз                          | Серове           | Підвищився      |
| Гелексі                              | Джваненг         | Підвищився      |
| Майскелланеус                        | Серове           | Підвищився      |
| Мочуді Сентр Чіфс                    | Мочуді           | 1-ий            |
| Мотлакасе Павер Динамоз (Вибув)      | Палап'є          | 11-те           |
| Ніко Юнайтед                         | Селебі-Пхікве    | 9-те            |
| Орапа Юнайтед                        | Орапа            | 2-ге            |
| Поліс XI                             | Отсе             | 6-те            |
| Санкойо Буш Бакс                     | Маун             | 12-те           |
| Сетмос (Вибув)                       | Селебі-Пхікве    | 13-те           |
| Тоуншип Роллерз                      | Габороне         | 3-тє            |

## Чемпіони
Чемпіони попередніх років:
- 1966: Невідомо
- 1967: Габороне Юнайтед
- 1968: Невідомо
- 1969: Габороне Юнайтед
- 1970: Габороне Юнайтед
- 1971–77: Невідомо
- 1978: Нотвейн
- 1979: Тоуншип Роллерз
- 1980: Тоуншип Роллерз
- 1981: Ботсвана Діфенс Форс XI
- 1982: Тоуншип Роллерз
- 1983: Тоуншип Роллерз
- 1984: Тоуншип Роллерз
- 1985: Тоуншип Роллерз
- 1986: Габороне Юнайтед
- 1987: Тоуншип Роллерз
- 1988: Ботсвана Діфенс Форс XI
- 1989: Ботсвана Діфенс Форс XI
- 1990: Габороне Юнайтед
- 1991: Ботсвана Діфенс Форс XI
- 1992: Екстеншион Ганнерз
- 1993: Екстеншион Ганнерз
- 1994: Екстеншион Ганнерз
- 1995: Тоуншип Роллерз
- 1996: Нотвейн
- 1997: Ботсвана Діфенс Форс XI
- 1998: Нотвейн
- 1999: Могодітшане Файтерз
- 1999–00: Могодітшане Файтерз
- 2000–01: Могодітшане Файтерз
- 2001–02: Ботсвана Діфенс Форс XI
- 2003: Могодітшане Файтерз
- 2003–04: Ботсвана Діфенс Форс XI
- 2004–05: Тоуншип Роллерз
- 2005–06: Поліс XI
- 2006–07: ЕККО Сіті Грінз
- 2007–08: Мочуді Сентр Чіфс
- 2008–09: Габороне Юнайтед
- 2009–10: Тоуншип Роллерз
- 2010–11: Тоуншип Роллерз
- 2011–12: Мочуді Сентр Чіфс
- 2012–13: Мочуді Сентр Чіфс
- 2013–14: Тоуншип Роллерз
- 2014–15: Мочуді Сентр Чіфс
- 2015–16: Мочуді Сентр Чіфс

## Чемпіонства по клубах
| Клуб                    | Місто       | Титулів | Останній титул |
| ----------------------- | ----------- | ------- | -------------- |
| Тоуншип Роллерз         | Габороне    | 12      | 2013–14        |
| Ботсвана Діфенс Форс XI | Могодітшане | 7       | 2003–04        |
| Габороне Юнайтед        | Габороне    | 6       | 2008–09        |
| Могодітшане Файтерз     | Могодітшане | 4       | 2003           |
| Мочуді Сентр Чіфс       | Мочуді      | 4       | 2014–15        |
| Екстеншион Ганнерз      | Лобаце      | 3       | 1994           |
| Нотвейн                 | Габороне    | 3       | 1998           |
| ЕККО Сіті Грінз         | Франсистаун | 1       | 2006–07        |
| Поліс XI                | Отсе        | 1       | 2005–06        |

## Найкращі бомбардири
| Рік     | Найкращий бомбардир                | Команда                        | Голів |
| ------- | ---------------------------------- | ------------------------------ | ----- |
| 2005–06 | Малепа "Чіппа" Болеланг            | ЕККО Сіті Грінз                | 24    |
| 2006–07 | Понтсхо 'Піро' Молоі               | Мочуді Сентр Чіфс              | 22    |
| 2007–08 | Местр Масітара Джером Раматлхаване | Ніко Юнайтед Мочуді Сентр Чіфс | 18    |
| 2008–09 | Местр Масітара                     | Ніко Юнайтед                   | 27    |
| 2009–10 | Терренс Мандаза                    | Тоуншип Роллерз                | 31    |

## Гравець року в Прем'єр-лізі Ботсвани
| Рік     | Гравець сезону             | Команда           |
| ------- | -------------------------- | ----------------- |
| 2005–06 | Моемеді "Йомо" Моатлапінг  | Тоуншип Роллерз   |
| 2006–07 | Малепа "Чіппа" Болеланг    | ЕККО Сіті Грінз   |
| 2007–08 | Отенг "Лімкоквінг" Моалосі | Мочуді Сентр Чіфс |
| 2008–09 | Джоел Пхетонго             | Габороне Юнайтед  |
| 2009–10 | Кабело Дамбе               | Тоуншип Роллерз   |
| 2013–14 | Мвапуле Масуле             | Тоуншип Роллерз   |
| 2014–15 | Лесоджо Галенамотлхале     | Мочуді Сентр Чіфс |

## Команди, які раніше виступали у Прем'єр-лізі
- Юніон Фламенго Сантос
- Таті Спортінг Клаб
- ТАФІК
- Прайзонс XI
- Летлапенг
- Масітаока